# Longichela orobica
La longichela (Longichela orobica) è un crostaceo estinto, appartenente ai decapodi. Visse nel Triassico superiore (Norico, circa 210 milioni di anni fa) e i suoi resti fossili sono stati ritrovati in Italia.

## Descrizione
Questo animale, simile agli attuali gamberi, possedeva un corpo lungo dai 2,5 ai 6 centimetri. Longichela era dotato di un carapace subrettangolare, leggermente ristretto verso la parte anteriore. Il rostro era dotato di 14 dentelli rivolti in avanti, mentre i primi tre pereiopodi erano molto allungati e dotati di chele. I primi cinque segmenti dell'addome erano piuttosto corti e di lunghezza eguale, mentre il sesto era allungato e di forma rettangolare. Il telson era allungato e bifido, mentre l'uropodio era dotato di dieresi. 

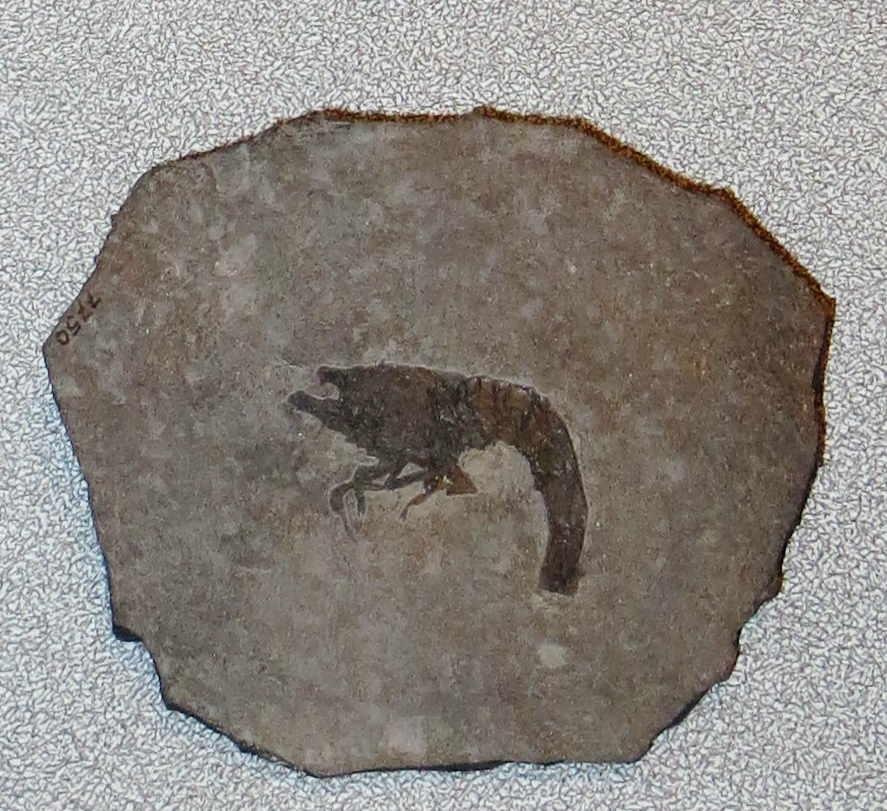
Fossile di Longichela orobica

## Classificazione
Longichela orobica venne descritto per la prima volta nel 1993, sulla base di numerosi fossili ritrovati nelle argilliti di Riva di Solto, nella zona di Ponte Giurino (Bergamo, Italia). Questo animale possedeva una morfologia simile ai rappresentanti dei peneidi, un gruppo di crostacei attualmente rappresentati da numerose forme che abitano mari tropicali e caldi. Tra i vari peneidi del Triassico, da ricordare anche Aeger, Antrimpos e Palaeodusa, tutti e tre rinvenuti in Italia. Sembra che tra i più stretti parenti di Longichela vi fossero le specie del genere Antrimpos, molto simili anche per via delle pleure addominali arrotondate, ma differenti in vari aspetti (tra cui i denti del rostro non differenziati in Longichela). 

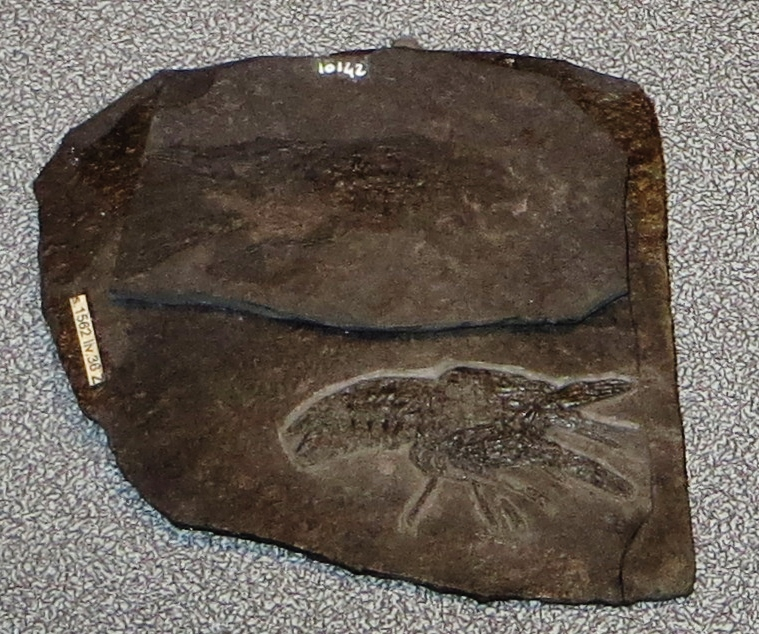
Fossile di Longichela orobica